# Ciberutopia
La ciberutopia utopisme web o utopia digital o internet utòpica és una subcategoria de la utopia tecnològica i la creença que els nous mitjans de comunicació poden ajudar a crear una democràcia més descentralitzada i una societat llibertària. Els valors proposats es basen en l'anonimat, la privadesa, la llibertat d'expressió, l'accés igualitari a la cultura i la informació, així com en els ideals socialistes que portarien al socialisme digital.
És una ideologia o materialització de molts somnis que semblaven irreals. Avui dia, la ciberesfera, amb la seva realitat virtual, suplantarà la mateixa realitat. Els somnis i les esperances allotjades en les ciberutopies fan que tot sembli possible amb tal creixement i expansió. El 1987 té lloc un important congrés a Los Álamos per a fundar la ciència de la vida artificial i Jaron Lanier treu a la llum pública el seu dispositiu de casc i guants de dades per a la realitat virtual, dispositius de navegació en entorns de realitat virtual que faran accessibles i popularitzaran els somnis dipositats en les tecnologies de realitat virtual.
Les ciberutopies també deixen pas al fet de prendre consciència que Internet i les tecnologies de la informació i la comunicació donen lloc a espais públics en els quals, per tant, té lloc una acció política, de la mateixa manera que són objecte de polítiques. Per això, el 1991 John Perry Barlow, antic lletrista del grup de rock progressiu Grateful Dead, funda l'Electronic Frontier Foundation, una organització que s'ha destacat per la defensa de la llibertat i els drets civils en tots els àmbits relacionats amb Internet i les tecnologies de la informació i la comunicació.
Alguns grups populistes com el M5S utilitzen aquest terme i l'associen a una visió utòpica de la tecnologia digital per tal de desenvolupar la seva visió política.

## Origen
El terme prové de la ideologia californiana que conrea una actitud bohèmia i antiautoritària des de la contracultura dels anys 60 barrejada amb utopisme tecnològic i un punt de vista neoliberal dels mecanismes econòmics. Aquestes creences són característiques de la cultura tecnològica de Silicon Valley i la costa oest dels Estats Units durant el boom d'Internet dels anys noranta. Adam Curtis observa que aquesta filosofia s'acosta a l'objectivisme d’Ayn Rand. La ideologia d'una utopia digital marcarà l'estat d'ànim de la primera generació de pioners d'Internet.

## Exemples

### Ús polític
Una de les primeres iniciatives que combinava tecnologia digital i utopisme va ser el projecte Xile Cybersyn que va intentar implementar idees socialistes en la governança algorítmica. El llibre Cap a un nou socialisme torna a aquesta percepció del socialisme digitalitzat com a utopia.
El nom de cibersocialisme s'ha utilitzat en la pràctica de compartir arxius i la violació dels drets de propietat intel·lectual, vist com un obstacle per a l'intercanvi d'informació i l'accés a la cultura per a tothom.
El ciberutopisme també serveix de base per al ciberpopulisme, com ara la idea de ciberdemocràcia o e-democràcia promoguda pel Partit Pirata. A Itàlia, el moviment 5 estrelles va reutilitzar la retòrica ciberutòpica utilitzant els temes de la democràcia directa o una millor regulació de la xarxa.

### Utopies properes
El ciberutopisme s'ha considerat de vegades un derivat de l'extropianisme, l'objectiu del qual seria poder descarregar la consciència humana a Internet. Raymond Kurzweil va escriure, sobretot en el seu llibre The Age of Spiritual Machines (1999), els contorns d'un ciberutopisme conegut com la singularitat: una època en què els avenços tecnològics serien tan ràpids que la vida mateixa esdevindria una experiència completament diferent i incomprensible segons els nostres estàndards moderns.

### Xarxes d'intercanvi d'hostaleria
Un exemple habitual de ciberutopisme són les xarxes d'intercanvi d'hostaleria. Es tracta de formes de xarxes socials on els viatgers poden ser allotjats de manera gratuïta de manera altruista o mitjançant una filosofia d'economia del regal.

## Crítica
L'existència d'aquesta creença s'ha documentat des dels primers temps d'Internet. Tanmateix, l'explosió de la bombolla d'Internet a principis dels anys 2000 va fer que alguns dels discursos utòpics sobre Internet i el ciberespai desapareguessin per donar pas a una mena de "ciberescepticisme". A més, el control d'estats i empreses sobre la censura d'Internet ha canviat l'esperança de poder obtenir una xarxa lliure i autogestionada. L'any 2011, Ievgueni Morózov, al seu llibre The Net Delusion: The Dark Side of Internet Freedom, critica el paper dels ciberutòpics en la política global creient que el seu ideal ingenu i tossut mai no es va dur a terme i va deixar l'oportunitat del control autoritari i vigilància generalitzada. Morozov assenyala que els antics hippies de la dècada del 1990 són els responsables d'aquesta utopia desplaçada. L'ambició dels ciberutòpics, amb l'objectiu de crear una nova forma de les Nacions Unides, només va donar lloc a la fundació d'una mena de Cirque du Soleil digital.
S'han fet moltes crítiques contra una visió positivista d'Internet. El 2010, Malcolm Gladwell va qüestionar la naturalesa emancipadora i empoderadora de les xarxes socials en un article al New Yorker. Allà, Glawell critica el paper de Clay Shirky en la difusió de les xarxes socials i la sobreestimació del seu potencial revolucionari.
El ciberutopisme també s'ha comparat amb una religió secular derivada del postmodernisme i el 2006, Andrew Keen va descriure la Web 2.0 com un moviment utòpic comparable al de la societat comunista descrita originalment per Karl Marx.

## Cave automatic virtual environment
Durant els anys setanta, l'artista Daniel Sandin i l'enginyer Thomas DeFanti es van ajuntar en l'Electronic Visualization Laboratory de la Universitat d'Illinois (Chicago), on el 1991 la seva investigació sobre visualització electrònica va culminar, amb el disseny i construcció del CAVE cave automatic virtual environment). La suspensió de la incredulitat, tan crítica en l'efecte global de la realitat virtual, està millorada amb les qualitats específiques de les interfícies CAVE, que de fet és una habitació petita de 3 m³ aproximadament.
Després d'entrar a l'habitació, l'usuari es troba a si mateix envoltat d'imatges projectades que són sincronitzades perfectament a les tres parets i a terra. És com plantar-se a l'escenari d'un teatre virtual, un entorn estereogràfic de realitat virtual amb projeccions contigües a tres parets i el terra d'una habitació, una petita caverna on se simula la realitat exterior. El nom és una referència clara al mite de la caverna de Plató, construït com un teatre virtual al qual l'interactor s'aboca i participa amb tot el seu cos en la interacció dins d'un entorn tridimensional.
Tot això avui forma part de la cultura popular, que s'apropia de tecnologies que faciliten la comunicació, l'accés i la distribució lliure de la informació. El 1993 va sorgir la revista Wired, la publicació del sector més cèlebre i popular fins aleshores, mentre l'administració Gore-Clinton llançava el pla per a connectar les escoles a Internet. Uns quants anys més tard, el 1994, i després de vint-i-cinc anys d'existència de la Xarxa, s'assoleixen els tres milions de pàgines a Internet i neix Yahoo, justament per intentar catalogar-les. Mentre Microsoft, amb el seu Windows 95, incorporava el navegador Internet Explorer i intentava monopolitzar el mercat, es produeixen els primers assajos del sistema operatiu Linux, considerat actualment una alternativa real al sistema operatiu Windows i creat com a programari lliure en col·laboració amb una comunitat de desenvolupadors distribuïts per tot el planeta. El 1996, quan es produeix el boom d'Internet a escala internacional, ja es comptabilitzaven uns vuitanta milions d'usuaris, un nombre que augmenta de manera contínua. I si l'any 2006 es va calcular que el nombre d'internautes oscil·lava entorn dels mil cent milions, les estimacions per a l'any 2016 són que s'arribarà a 2.000 milions.

## Interacció i participació
Amb Internet, i la seva estructura oberta, les possibilitats d'interacció i participació dels usuaris són més grans. En aquest sentit, els processos participatius adquireixen noves maneres d'interacció: primer com a model d'obra oberta (seguint les concepcions d'Umberto Eco), que genera sistemes evolutius genuïnament capaços d'aprendre i progressar cada vegada que es fa servir; segon, mitjançant l'encreuament d'espais virtuals en llocs reals urbans per mitjà d'interfícies personalitzades. Vectorial Elevation (2000), de Rafael Lozano-Hemmer, i Blinkenligths (2001-2002) o Arcade (2002), del Chaos Computer Club, són alguns exemples de projectes híbrids.